# Сенді Вест
Сенді Вест (англ. Sandy West; повне ім'я Сандра Сь'ю Пезавенто; 10 липня 1959, Лонг-Біч, Каліфорнія, США — Сан-Дімас, Каліфорнія, США) — американська рок-виконавиця, музикантка, авторка пісень, барабанщиця рок-гурту 70-х The Runaways з його дня заснування. Time описує Сені Вест як новаторку серед рок-барабанщиків[джерело?]. 

## Життєпис
Сенді Вест народилася 10 липня 1959 року в Лонг-Біч, Каліфорнія. Коли їй було 9 років, дідусь купив їй ударну установку. Вест була завзятою шанувальницею рок-н-ролу 1960-х та 1970-тих років, почала серйозно і регулярно займатися музикою. У 4, 5, і 6 класі була барабанщицею в оркестрі початкової школи Пріск. Виявивши свої музичні здібності, Вест стає досвідченою барабанщицею. До 13 років вона була єдиною дівчиною, що грала на ударних в різних музичних колективах на підліткових вечірках. У 15 років Вест знайомиться з Джоан Джетт і продюсером Кімом Фаулі, і вони засновують рок-гурт The Runaways.
Після розпаду гуртів Вест доводилося працювати на будівництві, барвумен і навіть помічницею ветеринара. Є твердження, що Вест займалася злочинною діяльністю, щоб зводити кінці з кінцями, їй ніби-то довелося зламати руку людині у зв'язку з боргами (за що відсиділа у вязниці).
У 2005 році у Вест виявили рак легенів від куріння, згодом він поширився і на мозок, і вона померла 21 жовтня 2006 у віці 47 років. 

## Музична кар'єра
Вест, яка вже володіла навичками професійної барабанщиці в юному віці, шукала колег однодумців, щоб створити власний постійний гурт, який складався б суто з жінок. У 1975 році Кім Фаулі дав їй номер телефону гітаристка Джоан Джетт. Познайомившись з Джетт і порузумівшись, Вест знайшла ще музиканток Літу Форд і Шері Каррі, які доповнили гурт. 
Після чотирьох студійних альбомів і подорожей світом The Runaways припинили існування в 1979. Сенді Вест створює власний гурт, Sandy West Band, але він не мав успіху. Вест розповідала, що продюсер Кім Фаулі не доплачував гурту, на що вони мали право, тому гурт припинив існування. 
Джоан Джетт: «Ми поділилися своєю мрією одна з одною, дівчата, які любили грати рок-н-ролл. Сенді була потужною барабанщицею у нашому гурті, я дуже переживала втрату своєї подруги. Я завжди говорила їй, що ми змінили світ». 
Шері Каррі: «На сьгоднішній день Сенді Вест була впливовою рок-н-ролл барабанщицею, ніхто не міг змагатися з нею і навіть наблизитися до неї, але головне, що в неї було, це її добре серце». Сенді Вест любила своїх шанувальників, друзів, родину, і зробила би все що могла для своїх людей яких знала.